# 保加利亚国家军事历史博物馆
42°41′18.23″N 23°21′2.56″E / 42.6883972°N 23.3507111°E

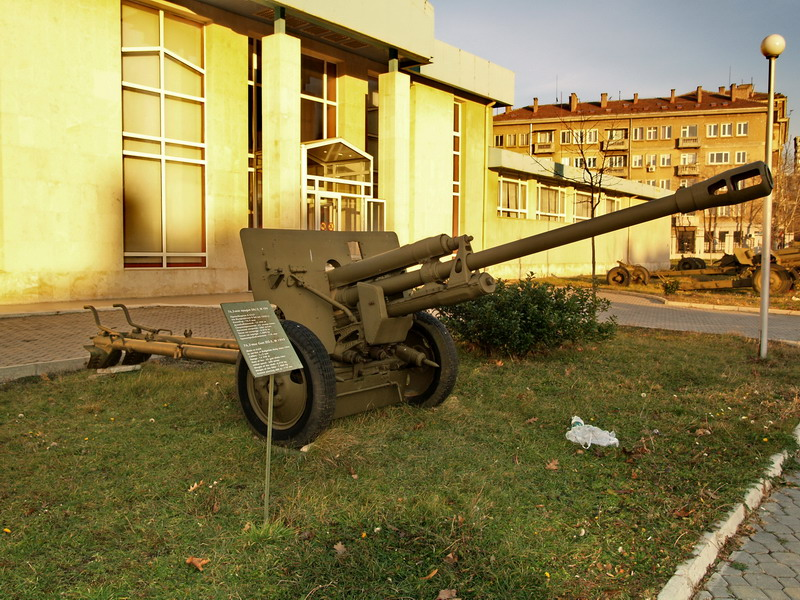
保加利亚国家军事历史博物馆

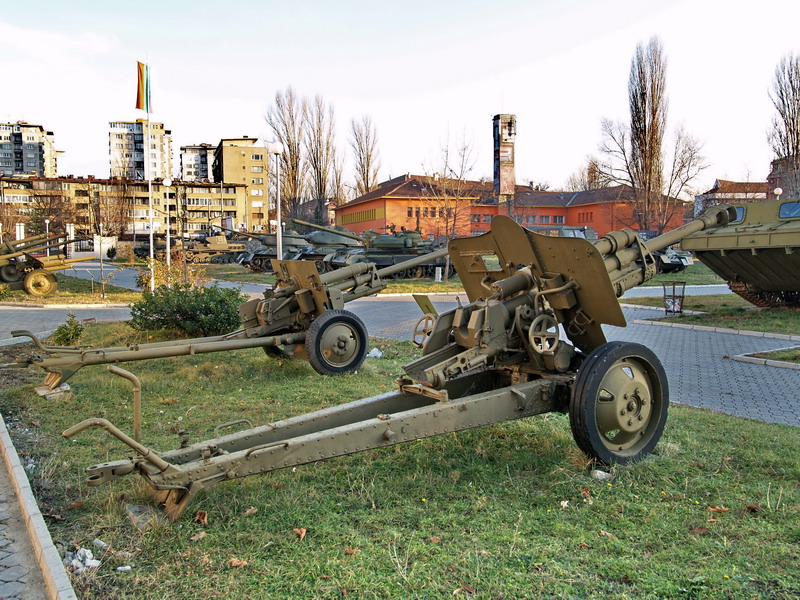
室外展区

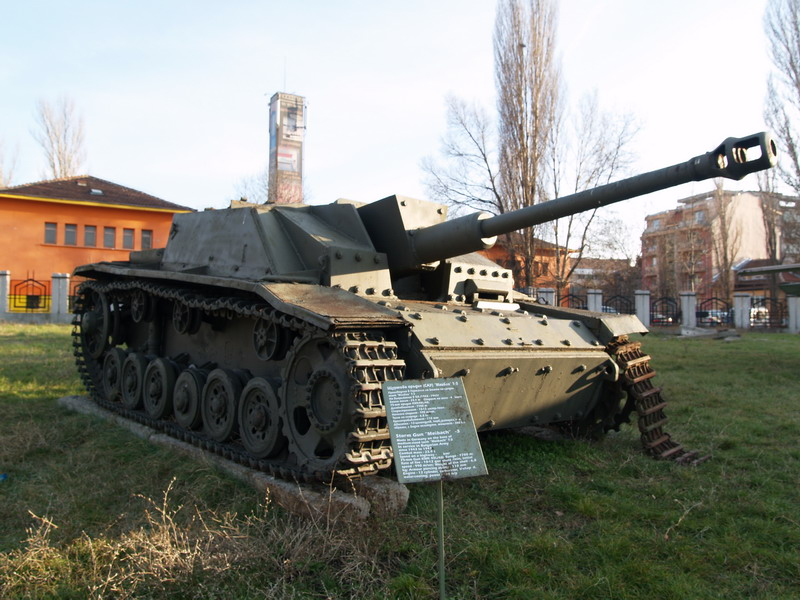
迈巴赫三号突击炮

保加利亚国家军事历史博物馆(Национален военноисторически музей, Natsionalen voennoistoricheski muzey)是一家位于保加利亚首都索非亚的军事博物馆。

## 历史
该博物馆建于1914年8月1日，并于1916年7月4日试运行。博物馆总占地面积5,000平方米，其中室内展馆面积为40,000平方米，还有500平方米的室外展区。博物馆还建有一个图书馆和一个电脑中心。